# Zamarada acrochroa
Zamarada acrochroa är en fjärilsart som beskrevs av Louis Beethoven Prout 1928. Zamarada acrochroa ingår i släktet Zamarada och familjen mätare. Inga underarter finns listade i Catalogue of Life.